# Macrogradungula
Macrogradungula là một chi nhện trong họ Gradungulidae.